# Districts du canton des Grisons

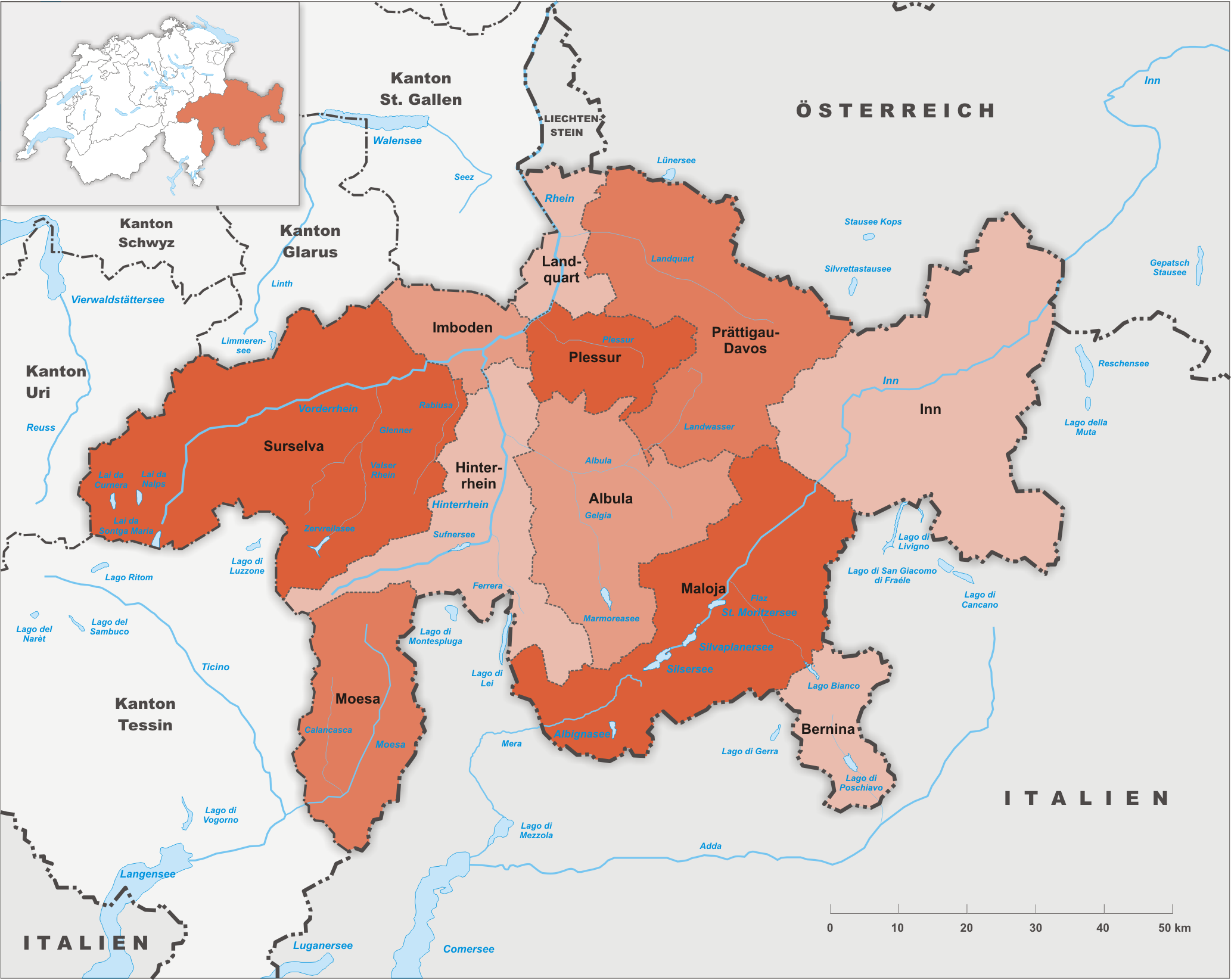
Carte du canton des Grisons présentant sa division en districts.

Cet article présente une liste des districts du canton des Grisons. Ces districts ont été supprimés le 1er janvier 2016 et remplacés par 11 régions.

## Liste
En décembre 2008, le canton des Grisons compte 11 districts (Bezirk en allemand, distretto en italien, district en romanche).
Trois districts avaient l'allemand comme langue officielle, deux l'italien ; quatre sont bilingues allemand / romanche et deux trilingues allemand / italien / romanche.
Les districts étaient subdivisés en cercles et en communes.
| Nom             | Chef-lieu        | N° OFS | Cercles | Communes | Population (décembre 2022) | Superficie (km2) | Densité (hab./km2) |
| --------------- | ---------------- | ------ | ------- | -------- | -------------------------- | ---------------- | ------------------ |
| Albula          | Tiefencastel     | B1821  | +04,    | +16,     | +008 210,                  | +0693,46         | 12                 |
| Bernina         | Poschiavo        | B1822  | +02,    | +02,     | +004 619,                  | +0237,3          | 19                 |
| Hinterrhein     | Thusis           | B1823  | +05,    | +24,     | +013 179,                  | +0617,61         | 21                 |
| Imboden         | Domat/Ems        | B1824  | +02,    | +07,     | +020 158,                  | +0203,81         | 99                 |
| Inn             | Scuol            | B1825  | +04,    | +05,     | +009 476,                  | +1 196,63        | 8                  |
| Landquart       | Igis             | B1826  | +02,    | +09,     | +025 555,                  | +0193,23         | 132                |
| Maloja          | Samedan          | B1827  | +02,    | +12,     | +018 698,                  | +0973,65         | 19                 |
| Moesa           | Roveredo         | B1828  | +03,    | +14,     | +008 426,                  | +0496,03         | 17                 |
| Plessur         | Coire            | B1829  | +03,    | +05,     | +040 707,                  | +0266,75         | 153                |
| Prättigau/Davos | Klosters-Serneus | B1830  | +07,    | +13,     | +026 257,                  | +0853,43         | 31                 |
| Surselva        | Ilanz/Glion      | B1831  | +05,    | +18,     | +021 325,                  | +1 373,54        | 16                 |
| Total           | Total            | Total  | +39,    | +127,    | +202 538,                  | +7 105,44        | 29                 |